# Melitaea bifasciata
Melitaea bifasciata är en fjärilsart som beskrevs av Hartig 1924. Melitaea bifasciata ingår i släktet Melitaea och familjen praktfjärilar. Inga underarter finns listade i Catalogue of Life.